# Shlomo Venezia
Shlomo Venezia (griechisch Σλόμο Βενέτσια, * 29. Dezember 1923 in Thessaloniki; † 1. Oktober 2012 in Rom) war ein italienischer Überlebender des Sonderkommandos des KZ Auschwitz-Birkenau. Von den etwa 110 jüdischen Deportierten, die die Arbeit in dem Sonderkommando überlebten, war Venezia der einzige Italiener.

## Leben
Shlomo Venezia wuchs in einer Familie italienischer Juden in Griechenland auf. Er wurde gemeinsam mit seiner Familie im April 1944 in Thessaloniki verhaftet und ins KZ Auschwitz-Birkenau deportiert, wo sie nach einer elftägigen Reise in versiegelten Güterwaggons ankamen. Bei der „Selektion“ durch die KZ-Ärzte, anhand derer als arbeitsfähig betrachtete Deportierte von jenen getrennt wurden, die für die sofortige Tötung in der Gaskammer vorgesehen waren, gelang es ihm, sich mit seinem Bruder und zwei Cousins vor dem Tode zu retten.
Nach Rasur, Dusche und Häftlingseinkleidung wurde Venezia in eine 40-tägige Quarantäne verlegt, die die Ausbreitung von Epidemien verhindern sollte und zudem zur physischen und psychischen Entkräftung der Häftlinge beitrug. Nach zwanzig Tagen Quarantäne wurde Venezia dem „Sonderkommando“ zugewiesen, dessen Aufgabe darin bestand, die Ermordung der für die Gaskammer selektierten Deportierten vorzubereiten, die Opfer auszuplündern und anschließend zu verbrennen. Diesem Sonderkommando war auch Alberto Errera zugeteilt, dessen heimlich gemachte Aufnahmen von Leichenverbrennungen wichtige Zeugnisse darstellen. Hugo Venezia war Augenzeuge des missglückten Fluchtversuches Erreras.
Als das KZ Auschwitz im Januar 1945 geräumt wurde, war Shlomo Venezia unter denjenigen Häftlingen, die auf die Todesmärsche mit Stationen im KZ Melk und im KZ Mauthausen getrieben wurden – bis zu seiner Befreiung am 6. Mai 1945 im KZ Ebensee.
Erst Jahrzehnte später begann Shlomo Venezia als einer der wenigen noch lebenden italienischen Zeitzeugen des Holocaust, öffentlich von seinen Erlebnissen zu sprechen. Als Gast in zahlreichen Fernsehsendungen sowie an Schulen richtete er sich mit seinem Erzählen vor allem an die Jugend. Außerdem war er Berater für Roberto Benignis Film Das Leben ist schön.
Shlomo Venezia ist im Film von Eric Friedler „Sklaven der Gaskammer“ zu sehen. Der Film zeigt u. a. ein Treffen mit seinem Leidensgenossen Henryk Mandelbaum in Rom.
Im Oktober 2007 erschienen unter dem Titel Sonderkommando Auschwitz (deutscher Titel Meine Arbeit im Sonderkommando Auschwitz) seine Erinnerungen an Auschwitz als Buch.
Shlomo Venezia starb am 1. Oktober 2012 im Alter von 88 Jahren in Rom.

## Schriften
- Sonderkommando. Dans l’enfer des chambres à gaz. Interview durch Béatrice Prasquier. Vorwort Simone Veil. Albin Michel, Paris 2007.
- mit Marcello Pezzetti und Umberto Gentiloni Silveri: Sonderkommando Auschwitz. Interview durch Béatrice Prasquier. Übersetzung von Maddalena Carli. Rizzoli, Mailand 2007, ISBN 88-17-01778-7.
- Meine Arbeit im Sonderkommando Auschwitz: Das erste umfassende Zeugnis eines Überlebenden. In Zusammenarbeit mit Béatrice Prasquier. Vorwort von Simone Veil. Aus dem Franz. von Dagmar Mallett. Blessing, München 2008, ISBN 3-89667-365-3.

## Film
- Eric Friedler: Sklaven der Gaskammer – Das jüdische Sonderkommando in Auschwitz, D 2000, 44 min (Redaktion: Barbara Siebert und Andreas Kilian; Erstausstrahlung in der ARD am 24. Januar 2001, 23:30 Uhr)
- Ruggero Gabbai: Memoria, ITA 1997, 84 min (Drehbuch: Marcello Pezzetti und Liliana Picciotto Fargion)
- Andrew Barron: Auschwitz – the final witness, GB 1999, 48 min (Drehbuch und Produktion: Peter Sharp)